# Zanco

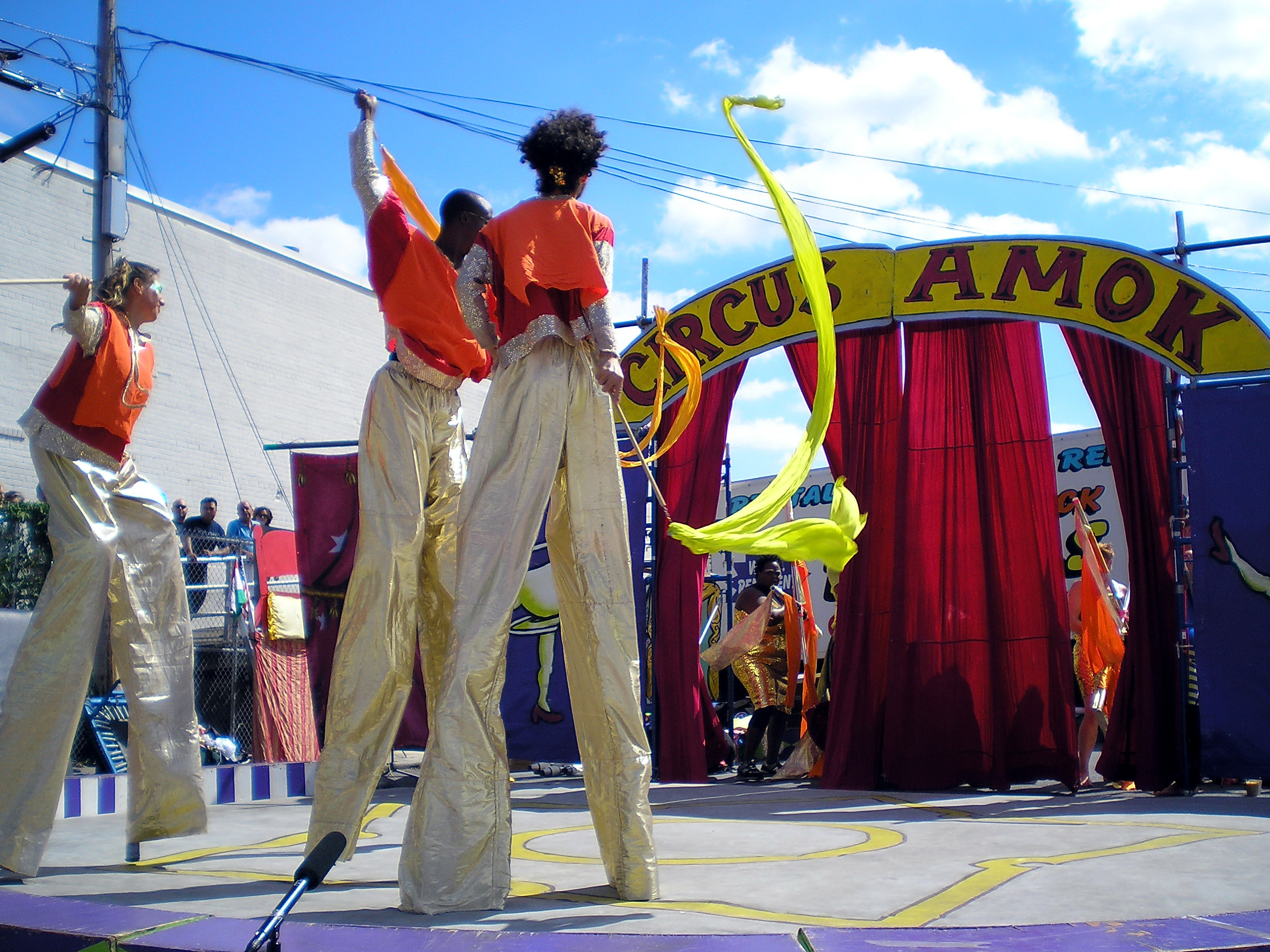
Zancudos en la ciudad de Nueva York.

Los zancos son largos postes o pilares de madera u otro material, que se utilizan para permitir que una persona se sostenga sobre ellos a una cierta altura del suelo. Además de sostenerse, la idea de los zancos es que la persona tenga también movilidad, y pueda desplazarse encima de ellos. Por ello, los zancos están equipados con unos escalones en los que colocar los pies, y sobre los que apoyarse o también se pueden utilizar correas para atarlos directamente a las piernas.

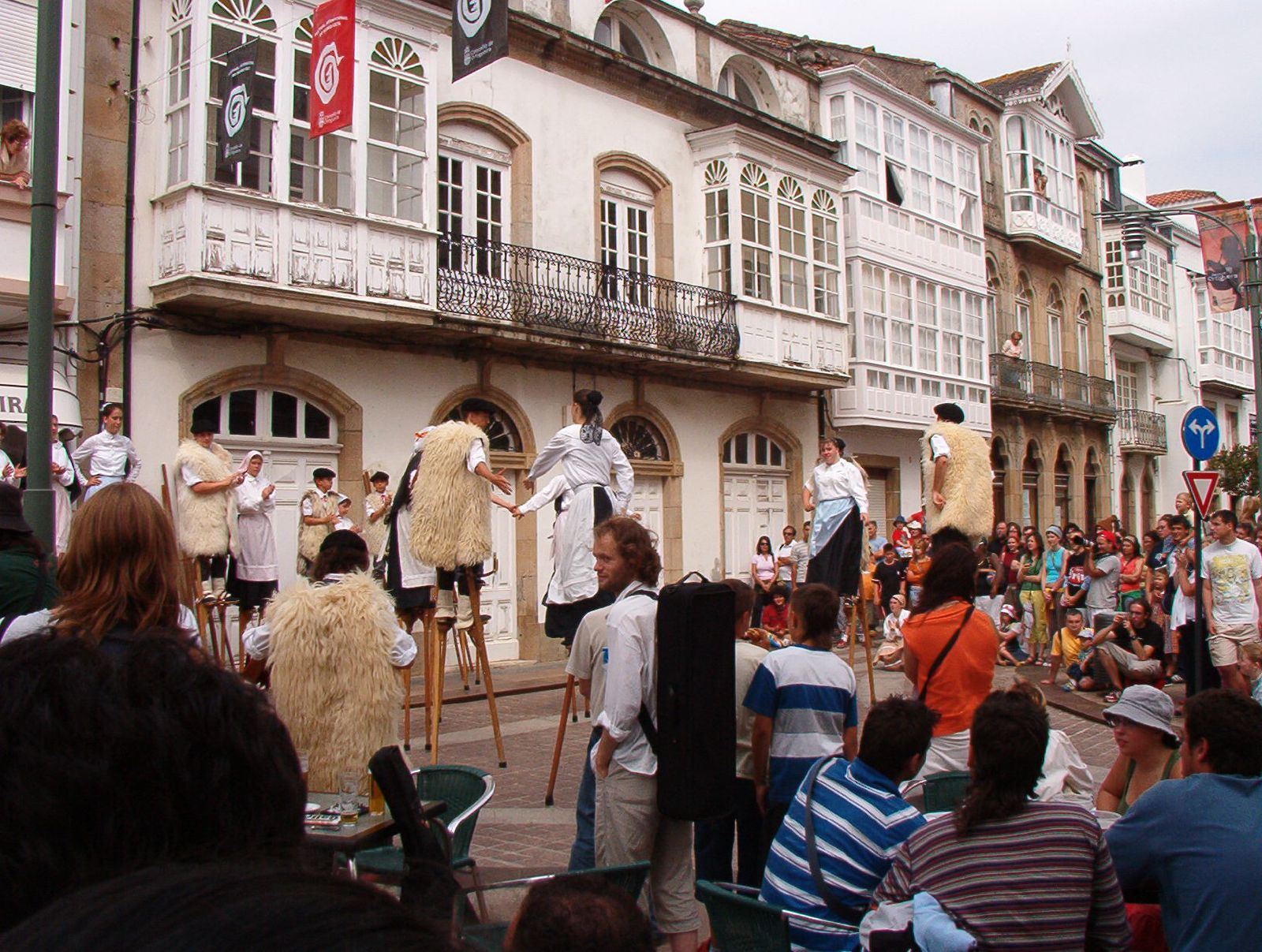
Gigantes durante el Festival de música celta de Ortigueira, Galicia.

Los zancos más comunes hechos con palos largos y rectos suelen ser suficientemente largos para permitir controlarlos también con la ayuda de las manos. También existen unos zancos más sofisticados, los cuales permiten libertad completa del movimiento de los brazos, y tienen un poco de amortiguación. A la persona que anda con los zancos se le denomina zanqueros o zancudos.

## Utilidad de los zancos
El propósito de los zancos es andar elevados sobre la altura normal y no es fácil de usar a la primera se necesita de mucha practica para poder usar zancos bien. Si bien no es habitual su uso hoy en día, el uso de zancos por motivos prácticos ha estado extendido, dadas las ventajas que puede suponer obtener una mayor altura mediante este método artificial. Por ejemplo, los habitantes de zonas pantanosas o inundadas pueden utilizarlos para trabajar en los pantanos o atravesar ríos de una cierta profundidad.
También los ganaderos de la región de Landes, al sur de Francia solían vigilar a las ovejas desde lo alto de unos zancos para con ello ampliar su rango de visión y, hoy en día, los cultivadores de árboles frutales en California utilizan zancos de aluminio para facilitar sus tareas habituales. También se han llegado a utilizar para trabajos como limpieza de ventanas, reparación de tejados o instalación o pintura de techos. En la construcción de algunas casas, también se emplean en la actualidad para montar tablaroca y en el trabajo con yeso sobre las paredes.
Por otra parte, y dada la dificultad para utilizar este tipo de aparatos, que pueden considerarse un tipo de acrobacia (dado el nivel de equilibrio que supone el lograr sostenerse sobre ellos y utilizarlos para caminar), es posible encontrar espectáculos de zanqueros con la finalidad de divertir a los asistentes. En esos casos los zanqueros bailan o se mueven simplemente para llamar la atención del público.
Los lugares más habituales en los que se podría encontrar este tipo de espectáculos son algunos festivales tradicionales, desfiles o en circos.

## Tipos

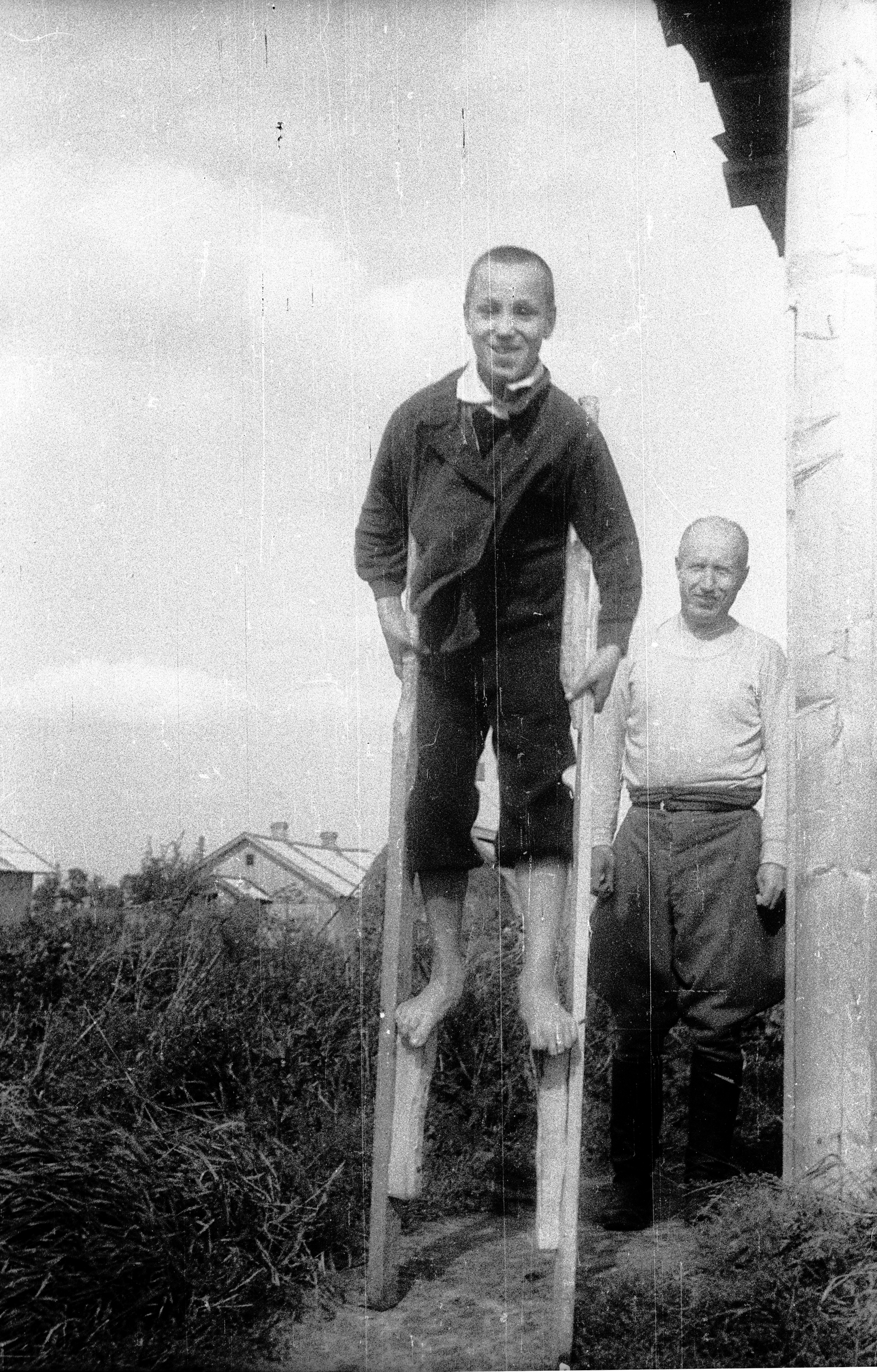
Un niño sobre pilotes. Smolensk (Rusia), 1952.

### De mano
Los zancos de mano se utilizan como juguetes infantiles y en talleres de habilidades de circo, y son de dos tipos principales: zancos de cuerda y lata / cubo y zancos de pértiga. A diferencia de otras formas de zancos, los zancos de mano no están atados ni atados al usuario.
Los zancos de poste manuales consisten en dos postes largos, cada uno con un soporte para los pies. El zancudo se aferra al extremo superior del poste, apoya sus pies en las placas de los pies y tira hacia arriba del poste mientras da un paso.
Un segundo tipo de zancos de pértiga de mano son similares al primer tipo pero terminan en un mango para que el caminante tenga más control y flexibilidad para mover sus zancos. Ese tipo de zancos puede ser muy alto (más de 4 mo 13 pies bajo pies).
Los zancos de cuerda manuales (también conocidos como zancos de lata o cubo) son plataformas con cuerdas unidas a ellos. Las plataformas, más comúnmente hechas de latas o pequeños cubos de plástico hacia arriba sostienen el peso del andador mientras que las cuerdas se usan para tirar de las latas hacia los pies mientras dan un paso.

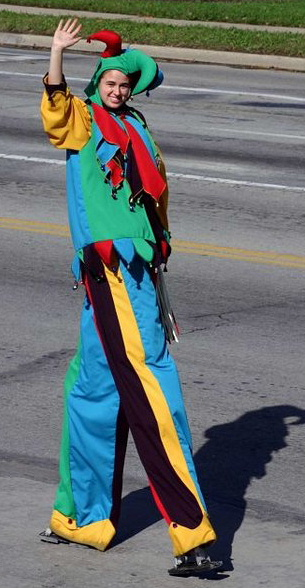
Un zancudo vestido como un bufón de la corte que participa en un desfile

### Clavija
Los zancos de clavija, también conocidos como zancos chinos, son utilizados comúnmente por artistas profesionales. Estos zancos se abrochan en el pie, el tobillo y justo debajo de la rodilla. Los zancos de clavija a menudo están hechos de madera, pero también pueden estar hechos de aluminio o acero tubular. Este tipo de zancos son los más ligeros y permiten al usuario caminar rápidamente, girar repentinamente e incluso saltar la cuerda o bailar. El zancudo debe seguir moviéndose en todo momento para mantener el equilibrio.

### Drywall o Dura
Los zancos de paneles de yeso o Dura están diseñados para permitir que el zancudo se detenga o camine. Originalmente fueron diseñados para que las personas trabajen a una altura elevada durante la construcción de paneles de yeso o pladur, pintura y otras actividades similares. Los zancos de paneles de yeso son más pesados que los zancos de clavijas y generalmente están hechos principalmente de aluminio. El diseño significa que son más seguros para caminar, pero a menudo significa que son menos versátiles que los zancos de clavijas en uso.

### Resorte
Los zancos de resorte, también conocidos como zancos de rebote, están cargados por resorte y permiten al usuario correr, saltar y realizar varias acrobacias. Los zancos de resorte que usan resortes de hoja de fibra de vidrio fueron patentados en los Estados Unidos en 2004 bajo la marca registrada "PowerSkip", comercializados para uso recreativo y deportivo extremo. El uso de estos zancos también se llama powerbocking, llamado así por el inventor de los zancos, Alexander Boeck. Los zancos de resorte a menudo están hechos principalmente de aluminio. Los zancos de resorte con resortes helicoidales de acero, un antecedente del palo de pogo, se intentaron en el siglo XIX.

### Digitigrade
El zanco digitígrado es un zanco de clavija cuya línea sigue el pie y no la espinilla. Esto permite a los clientes imitar el paseo de un animal. Debido a las tensiones extremas en este tipo de diseño, tienden a ser más raros; es decir, menos diseños caseros exitosos.

### Articulado
Este tipo de zancos es similar a los zancos de paneles de yeso, ya que permiten al caminante pararse en un lugar sin tener que mover el peso de un pie a otro para mantenerse equilibrado. Los zancos articulados presentan una articulación flexible debajo de la punta del pie y, en una variante, debajo del talón. Estos zancos se usan comúnmente en parques temáticos como Walt Disney World y Universal Studios porque permiten a los artistas bailar y realizar acrobacias de manera segura que dañarían fácilmente otros tipos de zancos. Dos marcas de zancos articulados incluyen "Bigfoots" fabricado por Gary Ensmenger de Orlando, Florida, y "Jay Walkers", fabricado por Stilt Werks de Las Vegas, Nevada. Los zancos articulados se pueden ajustar en cualquier lugar de 18 "a 30" de alto.

## Combatiente sobre zancos

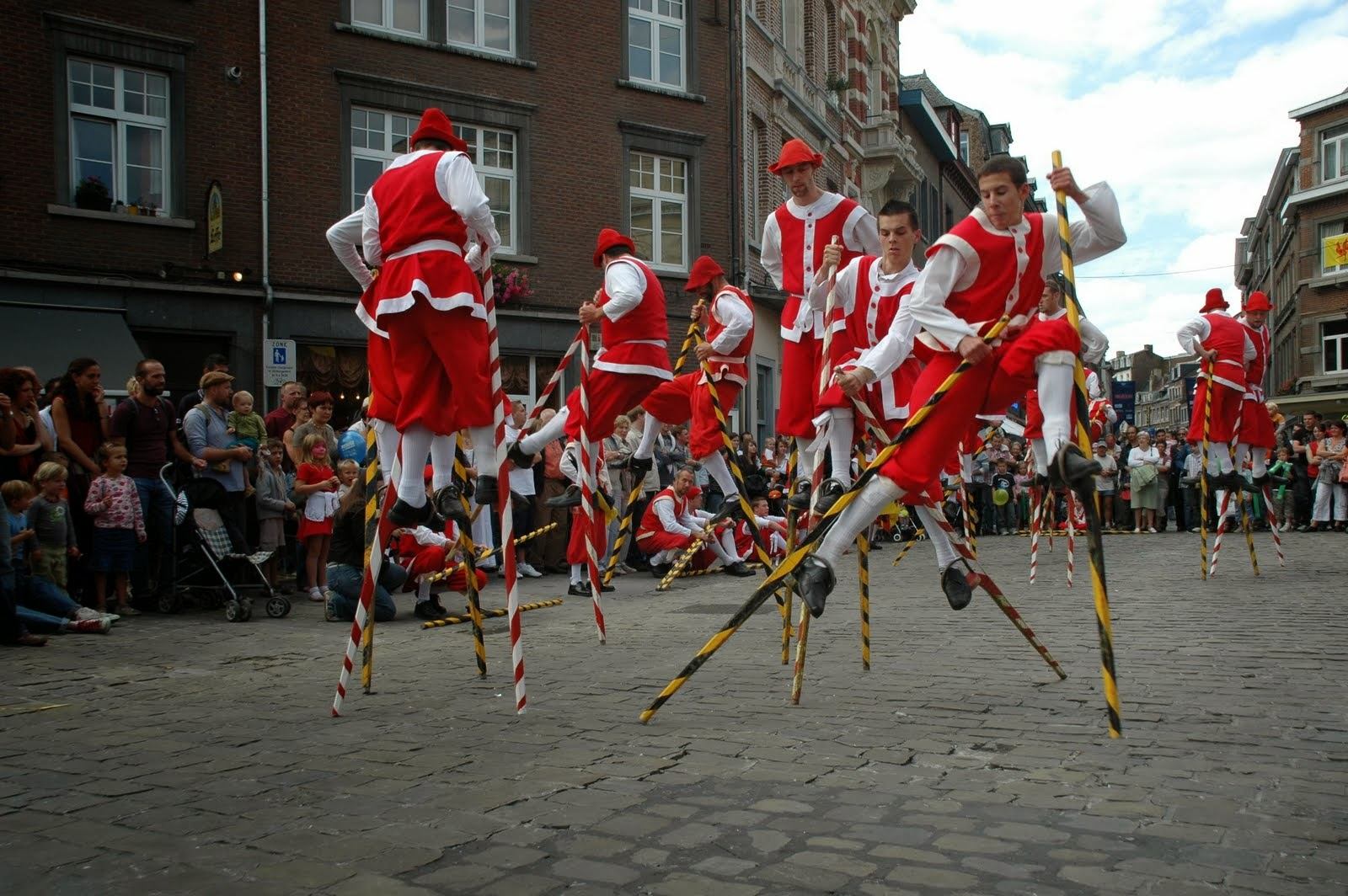
Los zancos de Namur - Año 1411.

El término échasseur que viene del dialecto valon del término" chacheu" que significa el combatiente sobre zancos.
Este tipo de lucha constituye una de las más antiguas y curiosas costumbres del folklore de la ciudad de Namur ( Bélgica ) como atestigua un bando municipal de 1411 que certifica que esta práctica estaba muy consolidada en la provincia mosana.
El torneo sobre zancos se presenta como un verdadero deporte de lucha.
Repartidos en dos grupos: los “ Melans y los “ Avresses “ los luchadores se esfuerzan en derribar al adversario utilizando diversas técnicas : embestidas de hombro , paradas de codos , golpes de puño hacia el estómago , bloqueos con el zanco , arrodillamientos y algunas otras.
Antiguamente existían dos tipos de torneos : El combate de exhibición ofrecido para deleite de los visitantes nobles y el combate general en el que participaba una gran parte de la plebe. Hoy en día las dos compañías de echasseurs calzan sus zancos idénticos igual que sus antepasados , combaten en muy diversas ocasiones tanto en la ciudad de Namur como en muchos países del extranjero. Participando a su vez en numerosos acontecimientos de folklore internacional.

## Usos modernos
Los zancos se pueden usar como un accesorio en el entretenimiento, como una herramienta para permitir que se realicen otros tipos de trabajo y como parte de un pasatiempo o recreación.

### Entretenimiento
Los zancos se usan ampliamente en muchos países para el entretenimiento. Los zancudos actúan en desfiles, festivales, eventos callejeros y en funciones corporativas.
Los festivales locales de Anguiano (La Rioja, España) presentan un baile sobre pilotes en el que los bailarines bajan por una calle escalonada mientras giran. Otros festivales de zancos para caminar y bailar se celebran en Deventer, Países Bajos, a principios de julio de cada año, y en Namur, Bélgica.
Los primeros actos de caminar sobre zancos eran en su mayoría del estilo de una persona muy alta con el disfraz que tenía pantalones largos o falda para cubrir los zancos. Más recientemente, los zancudos han creado una gran variedad de disfraces que no se parecen a una persona alta. Ejemplos son flores y animales. El tipo de persona alta también se ha expandido para incluir una amplia variedad de temas. Los ejemplos incluyen deportistas, actos históricos y actos basados en personajes literarios o cinematográficos.
Una de las variedades más recientes de actos de caminar sobre zancos es un andador que monta una "bicicleta sobre zancos" con una tija de sillín extendida y un vástago del manillar.

### Trabajo
Los zancos de aluminio son comúnmente utilizados por los productores de frutas en California para podar y cosechar sus duraznos, ciruelos y albaricoqueros. Los zancos se han utilizado para lavar ventanas grandes, reparar techos e instalar o pintar techos altos.

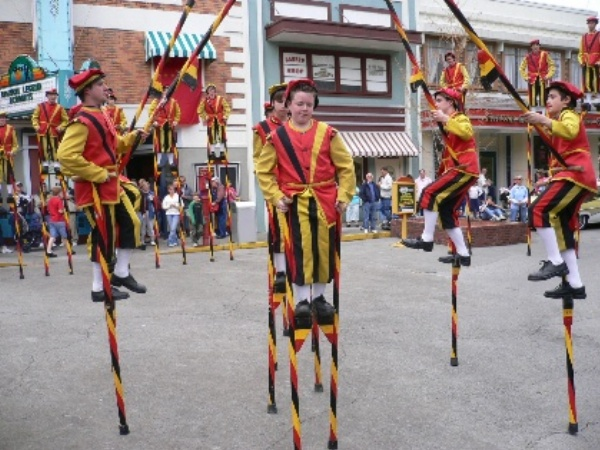
Koninklijke Steltenlopers Merchtem, the Royal Merchtem Stilt Walkers

Los zancos se utilizan para la construcción de paneles de yeso, acabado de pintura y colgar tejas suspendidas

### Recreación
Los zancos están disponibles para comprarlos como un juguete de habilidad para niños y los zancos se enseñan comúnmente en talleres de habilidades de circo en escuelas y ferias de verano y otros eventos.

## Récords
En 1891, Sylvain Dornon, un habitante de la región francesa de las Landas, caminó de París a Moscú en 58 días.
El 1 de octubre de 2001, Saimaiti Yiming (China) posee el récord de mayor distancia recorrida sobre zancos en 24 horas, caminó 79,6 km (49,5 millas) sobre zancos de 73 cm (29 pulgadas) en el condado de Shanshan, Xinjiang, China. El 15 de noviembre de 2006, volvió a romper otro récord al dar 10 pasos en zancos de 16,41 m de altura (53,8 pies), el récord mundial de pasos sobre los zancos más altos.
En 2008, Roy Maloy de Australia dio cinco pasos sobre pilotes de 17 m (56 pies) de altura, un récord no oficial.
El 30 de marzo de 2008, Ashrita Furman (EE. UU.), corrió 1,61 km (1 milla) en 7 minutos y 13 segundos sobre zancos en los Impossibility Challenger Games en Dachau, Alemania.

## Festejos relacionados
- La danza de los zancos de Anguiano en La Rioja (España).
- Los Zancos de Namur (Bélgica)